# 5904 Württemberg
Az 5904 Württemberg (ideiglenes jelöléssel 1989 AE7) a Naprendszer kisbolygóövében található aszteroida. Freimut Börngen fedezte fel 1989. január 10-én.